# Устад Ахмад Лахаури
Уста́д Ахма́д Лахаури́ (1580, Бадахшан — 1649, Индия, империя Моголов) —  персидский архитектор из Бадахшана, главный архитектор Тадж-Махала и Лал-Кила в Индии. Его архитектура, представляющая собой сочетание персидского, индо-исламского и могольского архитектурных стилей, широко восхваляется во всём мире, а Тадж-Махал считается одним из семи чудес света.

## Биография

Бадахшан — исторический регион в горах Памира, насёленный таджиками.

Устад Ахмад Лахаури родился 1580 году и был родом из Бадахшана, но в других источниках родился в Лахоре. По мнению британского искусствоведа и писателя Хью Хонора он был персом. Умер в 1649 году в возрасте 69 лет.

## Строительство Тадж-Махала

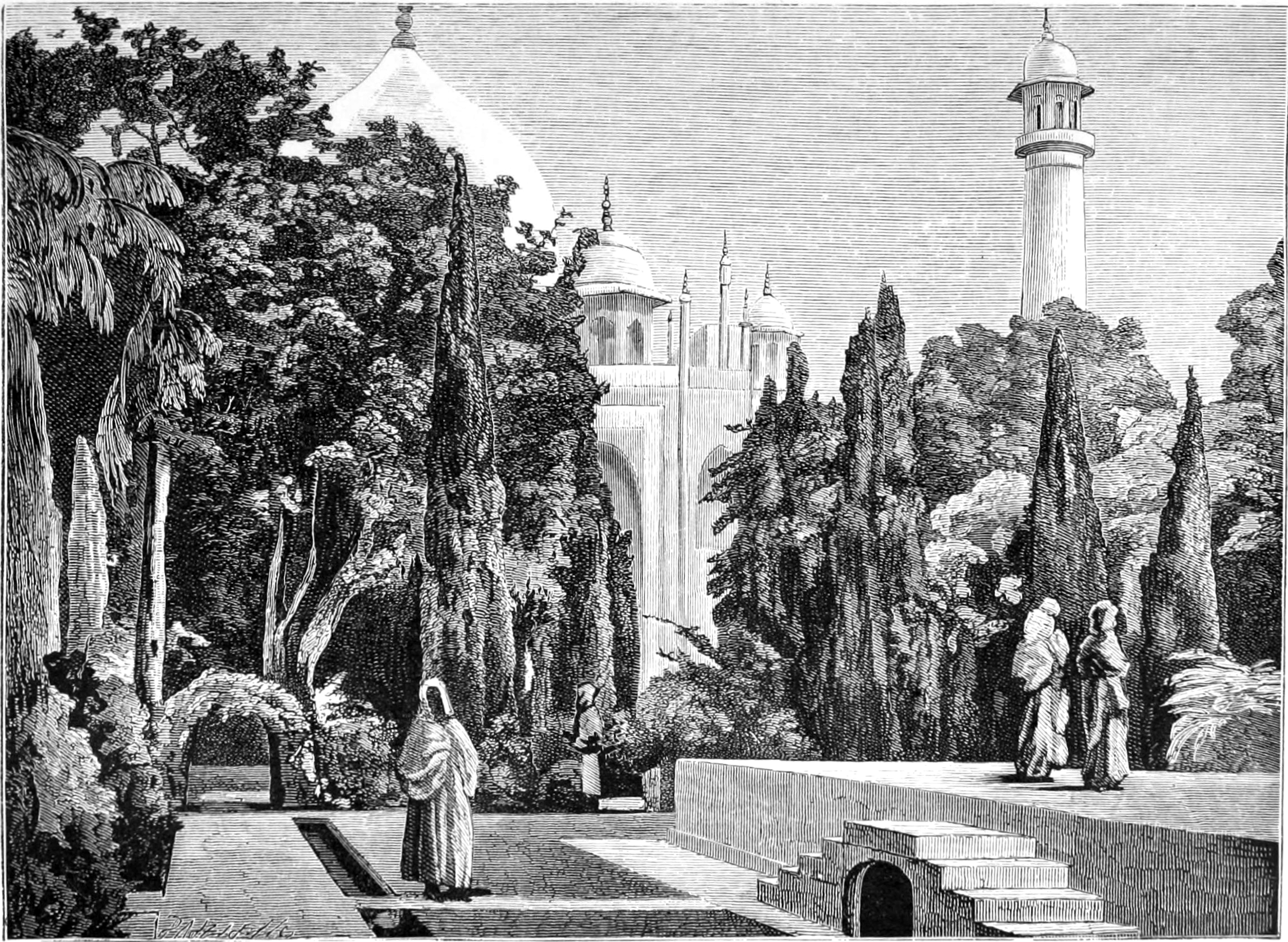
Тадж-Махал на фоне сада (Агра, Колониальная Индия).

Ахмад Лахаури считается главным архитектором Тадж-Махала. Активное личное участие в сооружении Тадж-Махала принимал Шах-Джахан, который из всех императоров Могольской династии проявлял наибольший интерес к строительству, проводил ежедневные встречи со своими архитекторами и руководителями процесса. Придворный летописец пишет, что Шах-Джахан предлагает «правильные изменения искусным архитекторам после собственных размышлений и задает компетентные вопросы». Тадж-Махал считается лучшим примером архитектуры Могольского стиля, который сочетает в себе элементы индийского, персидского и арабского архитектурных стилей.
Сын Ахмада Лахаури — Лутфулла Муханди в одной из своих книг упоминает по имени двух архитекторов Тадж-Махала: Устада Ахмада Лахаури и Мир Абд-аль-Карима. 
В 1983 году Тадж-Махал был включен в Список объектов Всемирного наследия ЮНЕСКО как «жемчужина мусульманского искусства в Индии». Великий индийский поэт Рабиндранат Тагор называл Тадж-Махал «слезой на лице Вечности».

## Строительство Красного форта

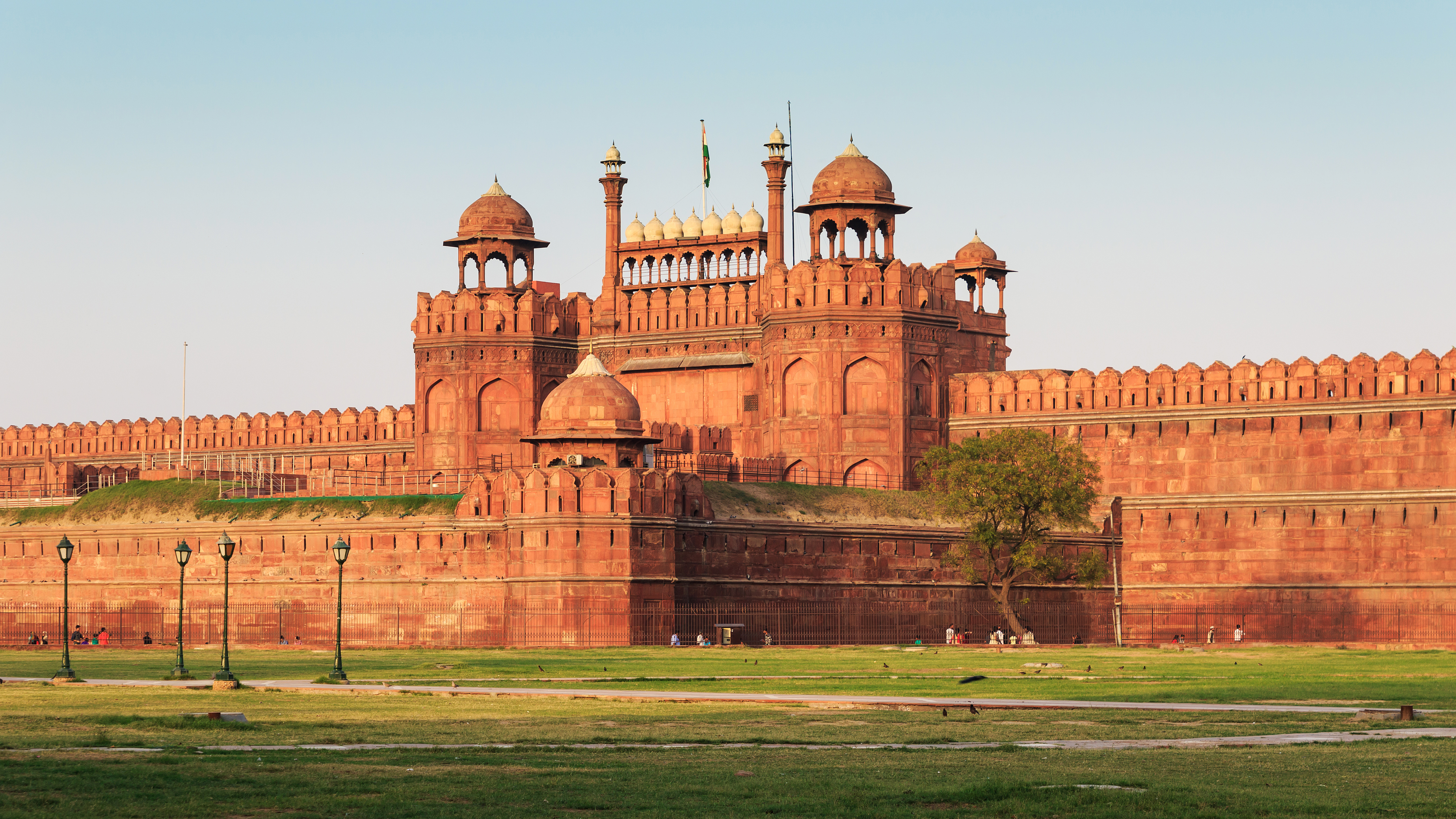
Красный форт (Агра, Индия)

Устад Ахмад Лахаури также заложил основы Красного форта в Дели (построен между 1638 и 1648 годами). Император Шах-Джахан поручил строительство Красного форта 12 мая 1638 года, когда он решил перенести свою столицу из Агры в Шахджаханабад (ныне Дели). Первоначально форт был красным и белым (любимые цвета шаха).
Строительство началось в священный месяц Мухаррам, 13 мая 1638 года. Под руководством Шах-Джахана, оно было завершено 6 апреля 1648 года.
Форт расположен вдоль реки Ямуны, которая питала рвы, окружающие большую часть стен. В отличие от других фортов Великих Моголов, внешние стены Красного форта асимметричны и построены на месте более старого форта Салимгарх. Дворец-крепость был центром средневекового города Шахджаханабад, который является современным Старым Дели. Преемник Шах-Джахана Аурангзеб добавил Жемчужную мечеть, а также барбаканы перед двумя главными воротами, чтобы сделать вход во дворец более округлым.

## Семья
Сын Ахмада Лахаури  —  Лутфулла Муханди — индийский астролог и математик.
Внук Ахмада Лахаури — Калимулла Джаханабади — известный возродитель и реформатор индийского суфизма.

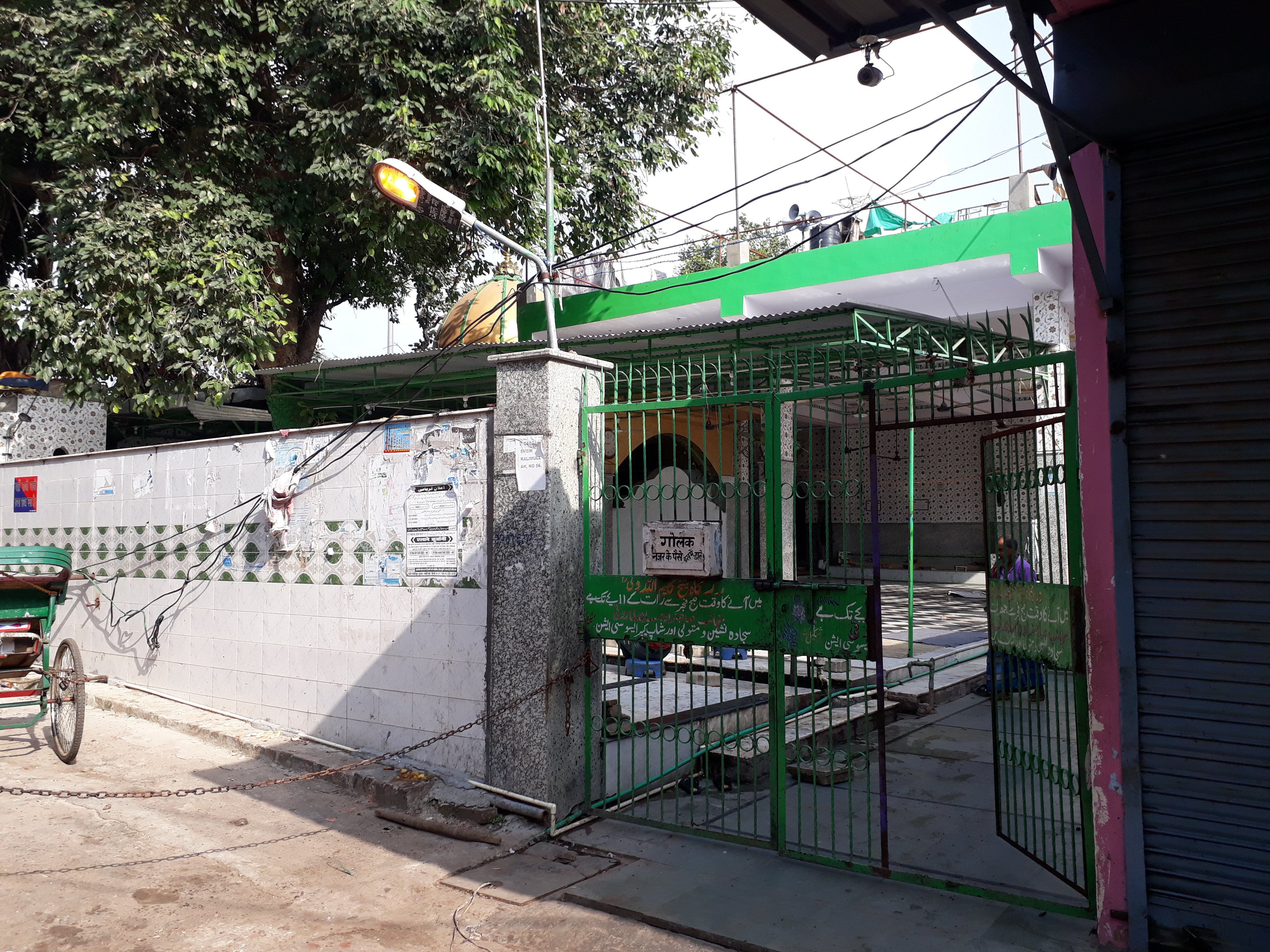
Гробница внука Ахмада Лахаури — Калимуллы Джаханбади (Дели, Индия)